# R. c. Khan
R. c Khan est une décision historique de la Cour suprême du Canada qui a amorcé une série de changements majeurs à la règle du ouï-dire et aux règles concernant l'utilisation d'enfants comme témoins au tribunal. Dans cette affaire, et par la suite dans R c. Smith (1992), R. c. B. (KG) (1993), R c. U (FJ) (1995), R c. Starr (2000), et enfin, R. c. Khelawon (2006), la Cour a élaboré l'« exception raisonnée » du ouï-dire, selon laquelle les déclarations par ouï-dire peuvent être admises si elles sont suffisamment fiables et nécessaires.

## Les faits
En mars 1985, Mme. O et sa fille T de trois ans et demi sont allées chez le Dr. Khan pour un examen. Khan a d'abord examiné la fille devant sa mère, puis, pendant que O se changeait en blouses d'hôpital dans l'autre pièce, Khan était seul dans son bureau avec T pendant cinq à sept minutes. Environ 15 minutes après avoir quitté le bureau de Khan, l'enfant a décrit à sa mère comment Khan l'avait agressée sexuellement. Une tache humide a été trouvée sur la manche de la combinaison de jogging de T, qui a ensuite été examinée par un biologiste médico-légal qui a déterminé que le liquide constituait un mélange de sperme et de salive. Khan a été accusé d'agression.

## Procès
Au procès, le juge a conclu que l'enfant n'était pas compétent pour témoigner sans serment et qu'il n'admettrait pas les déclarations faites par l'enfant à sa mère au sujet de l'agression, car il s'agissait de ouï-dire et ne pouvait tomber sous le coup de l'exception de « déclaration spontanée » car ce n'était pas contemporain. Sur la base de cette conclusion, Khan a été acquitté.

## Appel
En appel, la Cour d'appel a conclu que le juge de première instance avait été trop strict dans l'examen des témoignages et du ouï-dire. L'acquittement a été annulé et un nouveau procès ordonné.

## Questions soumises à la Cour
Les questions soumises à la Cour étaient les suivantes :
La Cour d'appel a-t-elle commis une erreur en concluant que le juge du procès s'était trompé en décidant que l'enfant témoin était incompétent pour témoigner sans serment ?
La Cour d'appel a-t-elle commis une erreur en concluant, contrairement à la décision du juge de première instance, qu'une «déclaration spontanée» prétendument faite par l'enfant à sa mère après l'agression sexuelle alléguée était admissible? 

## Motifs du jugement
La juge Beverley McLachlin, écrivant au nom d'un tribunal à l'unanimité, a statué que l'enfant était apte à témoigner et que les déclarations devaient être admises.
Sur la première question, McLachlin a noté que le juge de première instance avait mal appliqué l'article 16 de la Loi sur la preuve au Canada qui énonce les conditions dans lesquelles un enfant peut témoigner. Le juge a eu tort de conclure que, puisque l'enfant ne comprenait pas ce que signifiait mentir au tribunal, elle ne pouvait pas témoigner. Pour qu'un enfant témoigne en vertu de l'article 16, le juge doit seulement déterminer si le témoin a une intelligence suffisante et une compréhension du devoir de dire la vérité. En l'espèce, le juge a conclu que les deux critères étaient satisfaits mais a inévitablement accordé trop d'importance à l'âge de l'enfant. McLachlin a noté, en tant que question de politique, la clémence doit être accordée au témoignage des enfants, sinon les infractions contre les enfants ne pourraient jamais être poursuivies.
Sur la deuxième question, McLachlin a observé que le juge avait correctement appliqué le test des déclarations spontanées. Admettre la déclaration comme une "déclaration spontanée" reviendrait à déformer l'exception au-delà de toute reconnaissance. Cependant, plutôt que de régler la question à ce stade, McLachlin a emprunté une voie différente, modifiant le cours du droit du ouï-dire pour les années à venir. Elle a estimé qu'une « approche fondée sur des principes » doit être adoptée pour les déclarations relatées : si la déclaration était fiable et nécessaire, elle devrait être admise.
En l'espèce, l'enfant, ayant considérablement vieilli depuis les événements, n'a pu se souvenir de ce qui s'est passé, rendant ainsi la déclaration nécessaire. La déclaration a été jugée fiable pour un certain nombre de raisons : T n'aurait pas dû avoir connaissance du type d'actes qui avaient eu lieu à son jeune âge, elle a fait la déclaration sans aucune incitation de sa mère et elle s'est désintéressée du litige. , en ce qu'elle n'avait aucune raison de mentir à sa mère et n'était pas au courant des implications de ce qui lui était arrivé. Enfin, la déclaration de T a été corroborée par le sperme trouvé sur sa manche.